# غيشان (تخت بندر عباس)
غیشان (بالفارسية: گیشان) هي قرية تقع في إيران في قسم تخت الريفي. يقدر عدد سكانها بـ 123 نسمة بحسب إحصاء 2016.